# アンドレイ・ペトロフ
アンドレイ・パヴロヴィッチ・ペトロフ（ロシア語: Андрей Павлович Петров, ラテン文字転写: Andrei Pavlovich Petrov, 1930年9月2日 - 2006年2月15日）はロシア（ソビエト）の作曲家。レニングラード（現サンクトペテルブルク）生まれ。バレエ曲を多数作曲した。
ペトロフはソビエトでは最も早い時期（1960年代初期）からジャズに興味を示し、作品に取り入れた作曲家の一人である。ソビエト時代の音楽については「ソビエトの音楽は分かりやすい。なぜなら、田舎の労働者上がりの共産党政治局員が理解できない作品を作ると批判されるからだ。」という冗談とも本気ともつかぬ話があるが、ペトロフの音楽は単純明快で理解しやすい、という点ではソビエトでも随一といえる。

## 略歴
- 1930年　レニングラードに生まれる
- 1945年-1949年　リムスキーコルサコフ音楽学校に学ぶ
- 1949年-1954年　レニングラード音楽院に学ぶ
- 1957年　共産党に入党
- 1967年　レーニン賞受賞
- 1990年　ソビエト連邦人民芸術家の称号

## 主な作品
- 映画『僕はモスクワを歩く（ロシア語版、英語版）』(制作1963-64年、公開1964年、ゲオルギー・ダネリヤ監督）の音楽および同名の主題歌。
- 交響楽『我等の日々の歌』（1964年）
- バレエ組曲『希望の渚』（1959年）
- バレエ組曲『天地創造』（1975年）